# Touchardia
Touchardia es un género botánico con 15 especies de plantas de flores perteneciente a la familia Urticaceae.

## Especies seleccionadas
- Touchardia angusta
- Touchardia candidissima
- Touchardia christensenii
- Touchardia glabra